# Astragalus sieberi
Astragalus sieberi là một loài thực vật có hoa trong họ Đậu. Loài này được DC. miêu tả khoa học đầu tiên.